# Pishgaman Cycling Team
Das Pishgaman Cycling Team ist ein iranisches Radsportteam mit Sitz in Yazd.
Die Mannschaft wurde 2014 gegründet und nimmt als Continental Team an den UCI Continental Circuits teil. Manager ist Mahdi Pishkouhipour, der von den Sportlichen Leitern Mostafa Seyed Rezaei, Mohsen Solgi, Mahmoud Hozouri und Seyed Mostafa Sajjadi unterstützt wird.
Nach einer Dopingsperre des Fahrers Naser Rezavi und einer positiven Dopingprobe des Fahrers Rahim Ememi wurde das Team durch die Union Cycliste Internationale am 28. Februar 2017 für 30 Tage suspendiert.

## Saison 2018

### Erfolge in der UCI Asia Tour
In den Rennen der Saison 2018 der UCI Asia Tour gelangen die nachstehenden Erfolge.
| Datum         | Rennen                 | Kat. | Fahrer               |
| ------------- | ---------------------- | ---- | -------------------- |
| 30. September | 1. Etappe Tour of Iran | 2.1  | Mohammad Ganjkhanlou |
| 5. Oktober    | 6. Etappe Tour of Iran | 2.1  | Mohammad Ganjkhanlou |

### Erfolge in der UCI Europe Tour
In den Rennen der Saison 2018 der UCI Europe Tour gelangen die nachstehenden Erfolge.
| Datum    | Rennen                    | Kat. | Fahrer               |
| -------- | ------------------------- | ---- | -------------------- |
| 20. Juni | 3. Etappe Tour of Mevlana | 2.2  | Mohammad Ganjkhanlou |

## Saison 2017

### Erfolge in der UCI Asia Tour
In den Rennen der Saison 2017 der UCI Asia Tour gelangen die nachstehenden Erfolge.
| Datum         | Rennen                            | Kat. | Fahrer            |
| ------------- | --------------------------------- | ---- | ----------------- |
| 16. Juli      | 3. Etappe Tour de Flores          | 2.2  | Arvin Moazzemi    |
| 29. September | 3. Etappe Banyuwangi Tour de Ijen | 2.2  | Amir Kolahdozhagh |
| 30. September | 4. Etappe Banyuwangi Tour de Ijen | 2.2  | Arvin Moazzemi    |
| 11. Oktober   | 4. Etappe Tour of Iran            | 2.1  | Amir Kolahdozhagh |

## Platzierungen in UCI-Ranglisten
UCI Asia Tour
| Saison | Mannschaftswertung | Fahrerwertung        |
| ------ | ------------------ | -------------------- |
| 2014   | 6.                 | Rahim Ememi (8.)     |
| 2015   | 1.                 | Hossein Askari (4.)  |
| 2016   | 1.                 | Arvin Moazzemi (14.) |